# Borg (Grímsnes)
Borg (zwana też Borg í Grímsnesi) – miejscowość w południowo-zachodniej Islandii, położone na równinie między rzekami Sog i Hvítá. Wchodzi w skład gminy Grímsnes- og Grafningshreppur, w regionie Suðurland. Przebiega przez nią droga nr 35. Stanowi największą miejscowość w gminie - na początku 2018 roku zamieszkiwało ją 112 osób.